# Kurnia Selatan
Kurnia Selatan is een bestuurslaag in het regentschap Dharmasraya van de provincie West-Sumatra, Indonesië. Kurnia Selatan telt 6802 inwoners (volkstelling 2010).